# Fernando Uribe
Fernando Uribe Himcapie (Pereira, 1º gennaio 1988) è un calciatore colombiano, attaccante del Deportivo Pereira.

## Caratteristiche tecniche
Punta centrale molto tecnica con alto tasso qualitativo, abile nel trovare la via della rete e dalla buona visione di gioco.

## Carriera

### Club
Debutta nella massima serie colombiana nel 2009 col Deportivo Pereira, e l'anno successivo contribuisce a far vincere al Once Caldas il 4º titolo nazionale con i suoi 24 gol.
Il 21 gennaio 2011 è stato acquistato dalla squadra italiana del Chievo Verona, con cui ha firmato un contratto quadriennale. Esordisce con la nuova maglia il 6 marzo, in Chievo-Parma (0-0), segna la sua prima rete con la maglia clivense il 9 maggio segnando il gol del momentaneo 2-1 nella partita che finirà poi con la rimonta da 2-0 a 2-2 sulla Juventus a Torino.
Nella stagione successiva esordisce con la sua prima doppietta con la maglia clivense il 23 novembre 2011 nel quarto turno eliminatorio di Coppa Italia contro il Modena, match conclusosi 3-0. Segna il suo secondo goal in campionato, il 6 maggio 2012 contro il Palermo.
Nel mercato di luglio approda infine all'Atlético Nacional.

### Nazionale
Nel 2010 ha fatto parte della nazionale Colombiana facendo il suo esordio il 18 novembre nell'1-1 contro il Perù, con cui ha all'attivo 2 presenze e zero reti.

## Statistiche

### Presenze e reti nei club
Statistiche aggiornate al 3 maggio 2017.
| Stagione                 | Squadra                  | Campionato               | Campionato | Campionato | Coppe nazionali | Coppe nazionali | Coppe nazionali | Coppe continentali | Coppe continentali | Coppe continentali | Altre coppe | Altre coppe | Altre coppe | Totale | Totale |
| Stagione                 | Squadra                  | Comp                     | Pres       | Reti       | Comp            | Pres            | Reti            | Comp               | Pres               | Reti               | Comp        | Pres        | Reti        | Pres   | Reti   |
| ------------------------ | ------------------------ | ------------------------ | ---------- | ---------- | --------------- | --------------- | --------------- | ------------------ | ------------------ | ------------------ | ----------- | ----------- | ----------- | ------ | ------ |
| 2006                     | Girardot                 | CPB                      | 6          | 0          | -               | -               | -               | -                  | -                  | -                  | -           | -           | -           | 5      | 0      |
| 2007                     | Girardot                 | CPB                      | 17         | 1          | -               | -               | -               | -                  | -                  | -                  | -           | -           | -           | 5      | 0      |
| Totale Girardot          | Totale Girardot          | Totale Girardot          | 23         | 1          |                 | -               | -               |                    | -                  | -                  |             | -           | -           | 23     | 1      |
| 2008                     | Cortuluá                 | CPB                      | 28         | 26         | -               | -               | -               | -                  | -                  | -                  | -           | -           | -           | 28     | 26     |
| 2009                     | Deportivo Pereira        | CPA                      | 22         | 8          | CC              | 2               | 2               | -                  | -                  | -                  | -           | -           | -           | 24     | 10     |
| 2010                     | Once Caldas              | CPA                      | 36         | 24         | CC              | 0               | 0               | CL                 | 8                  | 1                  | -           | -           | -           | 29     | 4      |
| gen.-giu. 2011           | Chievo                   | A                        | 7          | 1          | CI              | -               | -               | -                  | -                  | -                  | -           | -           | -           | 7      | 1      |
| 2011-2012                | Chievo                   | A                        | 5          | 1          | CI              | 2               | 2               | -                  | -                  | -                  | -           | -           | -           | 7      | 3      |
| Totale ChievoVerona      | Totale ChievoVerona      | Totale ChievoVerona      | 12         | 2          |                 | 2               | 2               |                    | -                  | -                  |             | -           | -           | 14     | 4      |
| 2012                     | Atlético Nacional        | PA                       | 18         | 4          | CC              | 3               | 1               | CL                 | 0                  | 0                  | -           | -           | -           | 21     | 5      |
| 2013                     | Atlético Nacional        | CPA                      | 25         | 8          | CC              | 13              | 6               | CS                 | 7                  | 1                  | -           | -           | -           | 45     | 15     |
| 2014                     | Atlético Nacional        | CPA                      | 8          | 3          | CC              | 0               | 0               | CL                 | 2                  | 0                  | -           | -           | -           | 10     | 3      |
| Totale Atlético Nacional | Totale Atlético Nacional | Totale Atlético Nacional | 51         | 15         |                 | 16              | 7               |                    | 9                  | 1                  |             | -           | -           | 76     | 23     |
| 2014                     | Millonarios              | CPA                      | 14         | 10         | CC              | 5               | 2               | CS                 | 2                  | 2                  | -           | -           | -           | 21     | 14     |
| 2015                     | Millonarios              | CPA                      | 23         | 15         | CC              | 3               | 0               | -                  | -                  | -                  | -           | -           | -           | 26     | 15     |
| Totale Millonarios       | Totale Millonarios       | Totale Millonarios       | 37         | 25         |                 | 8               | 2               |                    | 2                  | 2                  |             | -           | -           | 47     | 29     |
| 2015-2016                | Toluca                   | PD                       | 29         | 12         | CM              | 2               | 3               | CL                 | 4                  | 5                  | -           | -           | -           | 35     | 20     |
| 2016-2017                | Toluca                   | PD                       | 30         | 12         | CM              | 8               | 7               | -                  | -                  | -                  | -           | -           | -           | 38     | 19     |
| Totale Toluca            | Totale Toluca            | Totale Toluca            | 59         | 24         |                 | 10              | 10              |                    | 4                  | 5                  |             | -           | -           | 73     | 39     |
| Totale carriera          | Totale carriera          | Totale carriera          | 268        | 125        |                 | 38              | 23              |                    | 23                 | 9                  |             | -           | -           | 329    | 157    |

### Cronologia presenze e reti in nazionale
| Cronologia completa delle presenze e delle reti in nazionale ― Colombia | Cronologia completa delle presenze e delle reti in nazionale ― Colombia | Cronologia completa delle presenze e delle reti in nazionale ― Colombia | Cronologia completa delle presenze e delle reti in nazionale ― Colombia | Cronologia completa delle presenze e delle reti in nazionale ― Colombia | Cronologia completa delle presenze e delle reti in nazionale ― Colombia | Cronologia completa delle presenze e delle reti in nazionale ― Colombia | Cronologia completa delle presenze e delle reti in nazionale ― Colombia |
| Data                                                                    | Città                                                                   | In casa                                                                 | Risultato                                                               | Ospiti                                                                  | Competizione                                                            | Reti                                                                    | Note                                                                    |
| ----------------------------------------------------------------------- | ----------------------------------------------------------------------- | ----------------------------------------------------------------------- | ----------------------------------------------------------------------- | ----------------------------------------------------------------------- | ----------------------------------------------------------------------- | ----------------------------------------------------------------------- | ----------------------------------------------------------------------- |
| 12-8-2010                                                               | La Paz                                                                  | Bolivia                                                                 | 1 – 1                                                                   | Colombia                                                                | Amichevole                                                              | -                                                                       | 55’                                                                     |
| 18-11-2010                                                              | Bogotà                                                                  | Colombia                                                                | 1 – 1                                                                   | Perù                                                                    | Amichevole                                                              | -                                                                       | 68’                                                                     |
| Totale                                                                  |                                                                         | Presenze                                                                | 2                                                                       |                                                                         | Reti                                                                    | 0                                                                       |                                                                         |

## Palmarès

### Club
- Categoría Primera B: 1

Cortuluá: 2009
- Campionato colombiano: 3

Once Caldas: Finalización 2010
Atlético Nacional: Apertura 2013, Finalización 2013
- Copa Colombia: 2

Atlético Nacional: 2012, 2013

### Individuale
- Capocannoniere del campionato colombiano: 1

Apertura 2015 (15 gol)